# Wurtzita
A wurtzita é um mineral que consiste de sulfeto de zinco e ferro ((Zn,Fe)S).  É uma forma polimórfica estrutural da esfalerita encontrada com menos frequência. O conteúdo de ferro é variável até 8%. É trimorfo com matraita e esfalerita.
Ocorre em depósitos hidrotérmicos associados a esfalerita, pirita, calcopirita, barita e marcassita. Também ocorre em argila de baixa temperatura.
O grupo wurtzita é um termo geral para diversos minerais com a mesma estrutura cristalina, incluindo a cadmoselita (CdSe), greenockita (CdS), matraíta (ZnS) e rambergita (MnS), além da wurtzita.

## História
O mineral descrito pela primeira vez em 1861 para uma ocorrência na Mina San José, cidade de Oruro, província de Cercado, departamento de Oruro, Bolívia, e recebeu o nome do químico francês Charles Adolphe Würtz. Tem ampla distribuição. Na Europa, foi relatado em Příbram, Chéquia; Hesse, Alemanha; e Liskeard, Cornualha, Inglaterra. Nos Estados Unidos, foi relatado do Condado de Litchfield, Connecticut; Butte, Condado de Silver Bow, Montana; em Frisco, Condado de Beaver, Utah; e do distrito de Joplin, Condado de Jasper, Missouri.

## Estrutura

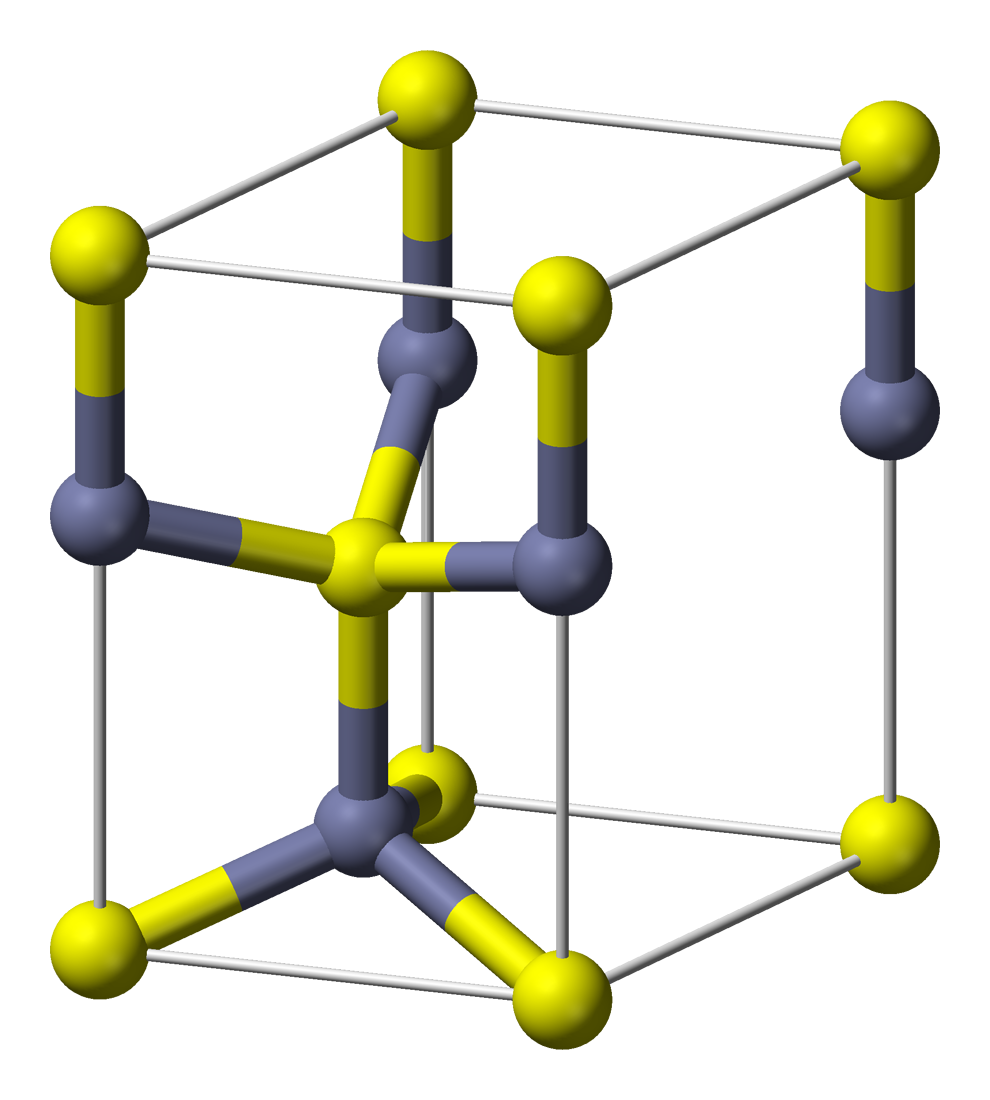
Célula unitária da estrutura wurtzita. As bolas cinzas representam átomos de metal e as bolas amarelas representam átomos de enxofre ou selênio

A estrutura cristalina da wurtzita (poli-tipo -2H) pertence ao sistema cristalino hexagonal e consiste em átomos de zinco e enxofre tetraedricamente coordenados que são empilhados em um padrão ABABABABAB.  Nos outros minerais do grupo wurtzita, o zinco pode ser substituído por outro metal divalente, como cádmio ou manganês, e o enxôfre pode ser substituído por selênio. Os parâmetros de célula unitária da wurtzita são:
- a = b = 3.25 Å = 325 pm
- c = 6.26 Å = 626 pm
- V = 79.11 Å3
- Z = 2